# Orlando Robinson
Orlando Lamon Robinson Jr., né le 10 juillet 2000 à Las Vegas dans le Nevada, est un joueur américain de basket-ball évoluant au poste de pivot.

## Biographie

### Carrière universitaire
Entre 2019 et 2022, il joue pour les Bulldogs à l'université d'État de Californie à Fresno.

### Carrière professionnelle

#### Heat de Miami (2022-2024)
Le 23 juin 2022, il n'est pas sélectionné lors de la draft 2022 de la NBA.
Le 6 juillet 2022, il signe un contrat avec le Heat de Miami. Le 13 octobre 2022, il est libéré de son contrat.
Le 13 novembre 2022, il signe un contrat two-way en faveur du Heat de Miami. Il est coupé fin novembre 2022.
Le 11 décembre 2022, il signe à nouveau un contrat two-way.
Début juillet 2023, son contrat two-way est converti en un contrat standard.

#### Kings de Sacramento (août 2024  - jan. 2025)
Le 7 août 2024, Robinson rejoint les Kings de Sacramento au début de la saison 2024-2025. Le 7 janvier 2025, il est licencié.

#### Raptors de Toronto (janvier-avril 2025)
Le 18 janvier 2025, il signe un contrat avec les Raptors de Toronto. 

#### Magic d'Orlando (depuis 2025)
En juillet 2025, Robinson signe un contrat two-way avec le Magic d'Orlando.

## Statistiques

### Universitaires
| Saison    | Équipe       | Matchs | Titul. | Min./m | % Tir | % 3pts | % LF | Rbds/m. | Pass/m. | Int/m. | Ctr/m. | Pts/m. |
| --------- | ------------ | ------ | ------ | ------ | ----- | ------ | ---- | ------- | ------- | ------ | ------ | ------ |
| 2019-2020 | Fresno State | 30     | 30     | 27,3   | 49,2  | 25,0   | 70,5 | 6,60    | 1,60    | 0,80   | 1,00   | 12,20  |
| 2020-2021 | Fresno State | 24     | 24     | 31,9   | 44,3  | 33,3   | 72,1 | 9,20    | 2,10    | 0,90   | 0,80   | 14,60  |
| 2021-2022 | Fresno State | 36     | 36     | 33,2   | 48,4  | 35,2   | 71,6 | 8,40    | 2,90    | 1,00   | 1,20   | 19,40  |
| Carrière  | Carrière     | 90     | 90     | 30,9   | 47,6  | 32,2   | 71,4 | 8,10    | 2,20    | 0,90   | 1,00   | 15,70  |

### Professionnelles
| Saison    | Équipe   | Matchs | Titul. | Min./m | % Tir | % 3pts | % LF | Rbds/m. | Pass/m. | Int/m. | Ctr/m. | Pts/m. |
| --------- | -------- | ------ | ------ | ------ | ----- | ------ | ---- | ------- | ------- | ------ | ------ | ------ |
| 2022-2023 | Miami    | 31     | 1      | 13,7   | 52,8  | 0,0    | 71,0 | 4,10    | 0,80    | 0,40   | 0,40   | 3,70   |
| Carrière  | Carrière | 31     | 1      | 13,7   | 52,8  | 0,0    | 71,0 | 4,10    | 0,80    | 0,40   | 0,40   | 3,70   |

## Palmarès
- Champion de la Conférence Est en 2023 avec le Heat de Miami.

## Records sur une rencontre en NBA
Les records personnels d'Orlando Robinson en NBA sont les suivants, :
| Type de statistique        | Saison régulière | Saison régulière            | Saison régulière | Playoffs | Playoffs          | Playoffs      |
| Type de statistique        | Record           | Adversaire                  | Date             | Record   | Adversaire        | Date          |
| -------------------------- | ---------------- | --------------------------- | ---------------- | -------- | ----------------- | ------------- |
| Points                     | 25               | 76ers de Philadelphie       | 12 mars 2025     | -        | -                 | -             |
| Paniers marqués            | 10               | @ Nets de Brooklyn          | 26 mars 2025     | -        | -                 | -             |
| Paniers tentés             | 19               | 76ers de Philadelphie       | 12 mars 2025     | 1        | Celtics de Boston | 27 avril 2024 |
| Paniers à 3 points réussis | 2                | 3 fois                      | 3 fois           | -        | -                 | -             |
| Paniers à 3 points tentés  | 3                | 5 fois                      | 5 fois           | 1        | Celtics de Boston | 27 avril 2024 |
| Lancers francs réussis     | 6                | @ Jazz de l'Utah            | 14 mars 2025     | -        | -                 | -             |
| Lancers francs tentés      | 8                | @ Jazz de l'Utah            | 14 mars 2025     | -        | -                 | -             |
| Rebonds offensifs          | 7                | 2 fois                      | 2 fois           | -        | -                 | -             |
| Rebonds défensifs          | 10               | @ Nets de Brooklyn          | 26 mars 2025     | 1        | Celtics de Boston | 27 avril 2024 |
| Rebonds totaux             | 12               | 3 fois                      | 3 fois           | 1        | Celtics de Boston | 27 avril 2024 |
| Passes décisives           | 7                | @ Bucks de Milwaukee        | 30 octobre 2023  | 1        | Celtics de Boston | 27 avril 2024 |
| Interceptions              | 3                | 3 fois                      | 3 fois           | -        | -                 | -             |
| Contres                    | 2                | 7 fois                      | 7 fois           | -        | -                 | -             |
| Balles perdues             | 4                | @ Trail Blazers de Portland | 16 mars 2025     | -        | -                 | -             |
| Minutes jouées             | 35               | @ Rockets de Houston        | 15 décembre 2022 | 2        | Celtics de Boston | 27 avril 2024 |

- Double-double : 4
- Triple-double : 0

Dernière mise à jour : 26 mars 2025